# Thác Voi (Thạch Thành)
Thác Voi là thác ở vùng đất xã Vân Du, tỉnh Thanh Hóa, Việt Nam.
Thác Voi nằm trên suối ở xã Vân Du, trong vùng rừng tái sinh ở rìa Vườn quốc gia Cúc Phương. Suối khởi nguồn từ dải núi đá vôi ở đông bắc xã Vân Du, chảy về đông nam tới Phố Cát. Các dòng nước hội tụ ở thác, chảy tràn trên lớp đá trầm tích, rồi từ độ cao chừng 5 m đổ xuống tung bọt trắng. Khu thác Voi hiện được tổ chức thành khu du lịch sinh thái, có diện tích cỡ 1.500 m² và có đủ dịch vụ phục vụ.
Thác ở cách quốc lộ 45 cỡ dưới 500 m, và ở cách Bỉm Sơn cỡ 16 km đường thẳng hướng tây bắc. Có thể tiếp cận thác từ ngã ba Quang Trung 20°03′59″B 105°51′04″Đ / 20,066527°B 105,851143°Đ trên quốc lộ 1 ở Bỉm Sơn, đi theo đường tỉnh 522 cỡ 20 km tới ngã tư Phố Cát 20°09′01″B 105°43′49″Đ / 20,150363°B 105,730231°Đ xã Vân Du.
Từ Phố Cát đi theo quốc lộ 45, theo hướng đông bắc cỡ 1,8 km. Sau đó vượt suối bằng cầu treo tre gỗ của khu du lịch.